# Guillaume Aretos
Guillaume Aretos (Parigi, 29 dicembre 1963) è un attore, doppiatore, scenografo e animatore francese naturalizzato statunitense.

## Filmografia parziale

### Doppiatore
- Shrek, regia di Andrew Adamson e Vicky Jenson (2001)
- Shrek 2, regia di Andrew Adamson, Kelly Asbury e Conrad Vernon (2004)
- Shrek terzo, regia di Raman Hui e Chris Miller (2007)
- Il gatto con gli stivali, regia di Chris Miller (2011)

### Scenografo
- Shrek, regia di Andrew Adamson e Vicky Jenson (2001)
- Shrek 2, regia di Andrew Adamson, Kelly Asbury e Conrad Vernon (2004)
- Shrek terzo, regia di Raman Hui e Chris Miller (2007)

### Animatore
- Z la formica, regia di Eric Darnell e Tim Johnson (1998)